# Municipio de Jefferson (Nueva Jersey)
El municipio de Jefferson (en inglés: Jefferson Township) es un municipio ubicado en el condado de Morris en el estado estadounidense de Nueva Jersey. En el año 2010 tenía una población de 21,314 habitantes y una densidad poblacional de 191 personas por km².

## Geografía
El municipio de Jefferson se encuentra ubicado en las coordenadas 40°59′0″N 74°34′22″O / 40.98333, -74.57278.

## Demografía
Según la Oficina del Censo en 2000 los ingresos medios por hogar en el municipio eran de $68,837 y los ingresos medios por familia eran $76,974. Los hombres tenían unos ingresos medios de $51,359 frente a los $37,849 para las mujeres. La renta per cápita para la localidad era de $27,950. Alrededor del 2.4% de la población estaba por debajo del umbral de pobreza.